# Куре (Нігер)
Куре — сільська громада в департаменті Колло, розташована за 60 кілометрів на схід від Ніамея, столиці Нігеру. Місто лежить по обидва боки дороги з Ніамея в Даллол-Боссо.

## Географія

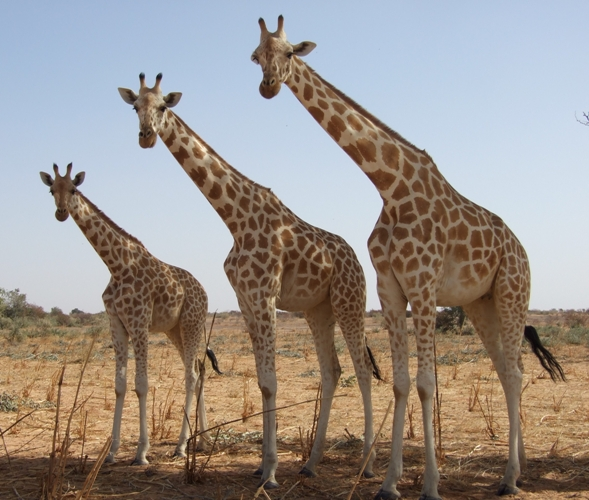
Західноафриканські жирафи в Куре

Куре знаходиться на південь від столиці Нігеру, Ніамей, на річці Нігер. Сусідніми муніципалітетами Куре є Хамдаллайє на півночі, Дантчандоу на північному сході, Харіканассу на сході, Н'Ґонга на південному сході, Факара на півдні, Кіртачі та Сай на південному заході, Колло на заході і Н'Дунга на північний захід. Населені пункти муніципального району — це 27 сіл, 43 хутори та 24 табори. Головним містом сільської громади є село Куре.
Муніципалітет зараховується до перехідної зони між Сахелем і Суданом. Куре є домом для останньої дикої популяції західноафриканських жирафів, яка була близька до зникнення в середині 1990-х років. Тигровий кущ є достатньою їжею для жирафів у скелястих високогір’ях. У посушливий сезон вони переселяються в сусідні райони, такі як Харіканасу, через брак води.

## Населення
За даними перепису населення 2012 року в сільській громаді проживало 46 249 жителів, які проживали в 5465 домогосподарствах.  За даними перепису 2001 року, населення становило 29 481 осіб у 3715 домогосподарствах. 
Згідно з переписом 2012 року в головному місті проживав 3061 мешканець у 351 домогосподарстві, за переписом 2001 року — 2399 осіб у, а за переписом 1988 року — 2114 осіб у 260 домогосподарствах.
99 % населення належать до етнічної групи зарма. Існують також меншини фульбе та туареги.
У липні 2011 року Асоціація скаутів Нігеру провела міжнародний табір солідарності в Куре. У ньому взяли участь близько 300 молодих людей віком від 18 до 25 років з різних країн. Темою табору було сприяння участі молоді у розвитку через культуру миру, толерантності та ненасильства.

## Економіка та інфраструктура

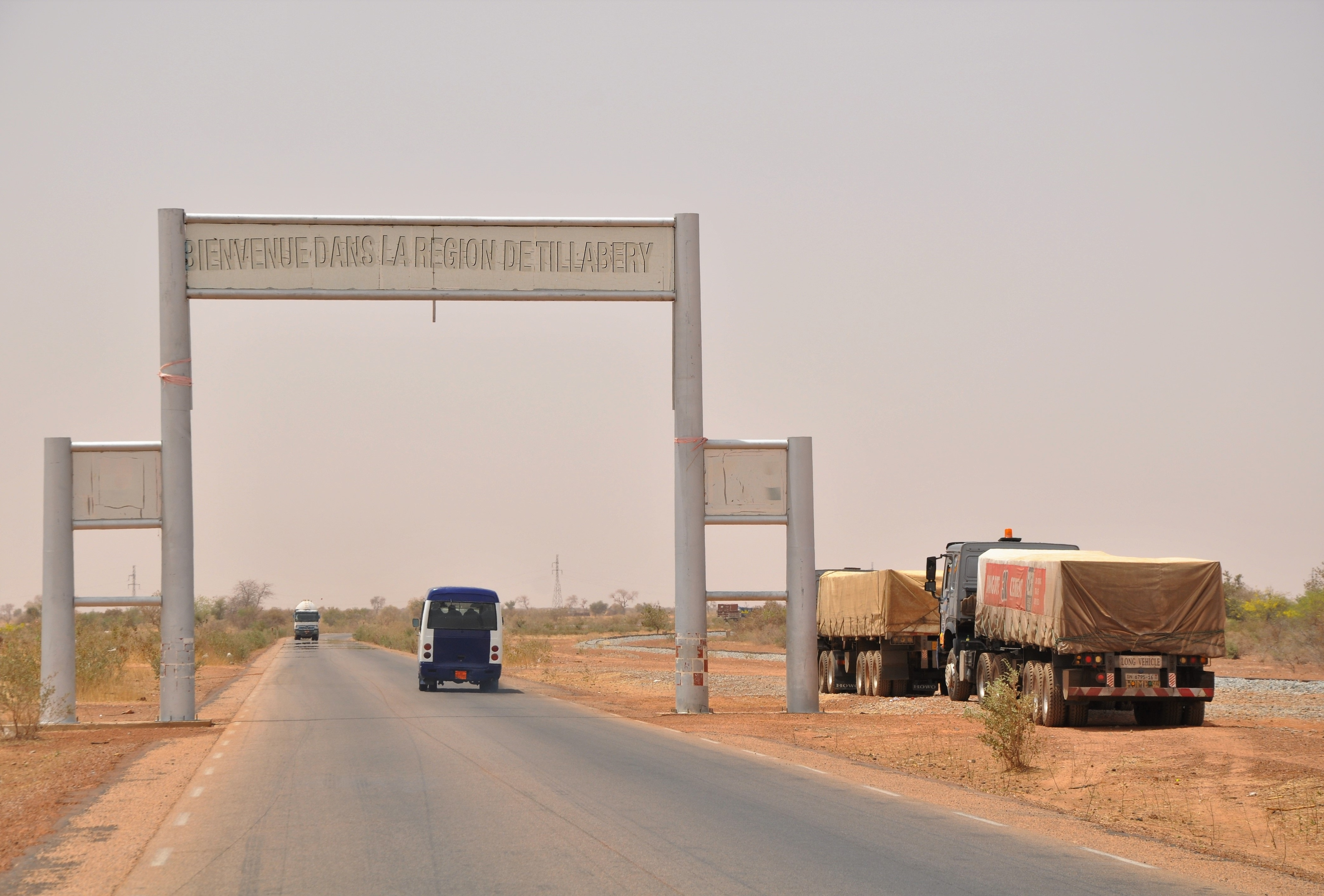
Національна дорога 1 в Куре на кордоні між регіонами Доссо та Тіллабері (2019)

Близько 90 % населення живе за рахунок сільського господарства. Основними культурами, які вирощуються, є вігна, мелений горох, арахіс, просо та сорго. Агроскотарське господарство знаходиться на підйомі. В 1981 році у місті введена в експлуатацію станція вимірювання опадів. У муніципалітеті є чотири щотижневі ринки: у головному місті Куре та в селах Була, Карабеджі та Кокойрей Пеул. Основними товарами, торговлі є просо, коров’ячий горох, арахіс, дрібні жуйні тварини та птиця. Західноафриканські жирафи є головною привабливістю для екотуризму .
У головному місті існують медичні центри типу Centre de Santé Intégré (CSI) та в поселенні Kokoïrey Peulh. CEG Куре — це загальноосвітня середня школа типу Collège d'Enseignement Général (CEG). Centre de Formation aux Métiers de Kouré (CFM Kouré) є центром професійної підготовки.
Куре знаходиться на національній трасі 1, яка є частиною міжнародного шосе Дакар-Нджамена.